# Associazione Sportiva Viterbese Castrense 2018-2019
Questa voce raccoglie le informazioni riguardanti l'A.S. Viterbese Castrense nelle competizioni ufficiali della stagione 2018-2019.

## Stagione
La stagione 2018-2019 è per la Viterbese Castrense la 15ª partecipazione alla terza serie del campionato italiano di calcio.
I gialloblù hanno svolto il ritiro precampionato per il terzo anno consecutivo a Chianciano Terme a partire dal 16 luglio. L'esordio stagionale è avvenuto in casa il 29 luglio, con la vittoria per 1-0 nel primo turno di Coppa Italia contro il Rende. Dopo il successo esterno sul campo dell'Ascoli per 4-0 nel secondo turno, il percorso nella coppa nazionale si chiude al terzo turno a Genova contro la Sampdoria (1-0).
La Viterbese, inserita nel girone C, esordisce in campionato solamente il 3 novembre (sconfitta casalinga contro il Rieti per 1-0), 83 giorni dopo l'ultima partita ufficiale, a causa del caos ripescaggi che avrebbe potuto comportare lo spostamento della squadra nel girone A. Appena tre giorni dopo, a causa del 2-1 patito in casa nel recupero della prima giornata con la Sicula Leonzio, viene esonerato Giovanni Lopez e al suo posto torna dopo i play-off della stagione precedente Stefano Sottili. Il cambio non sortisce gli effetti sperati infatti il primo successo arriva solo all'ottava partita giocata, dopo appena due punti nelle prime sette, nel recupero casalingo della quarta giornata vinto 4-0 contro il Bisceglie. La squadra in crescita, dopo la fatica iniziale, chiude il mese di dicembre imbattuta con 6 risultati utili (4 vittorie e 2 pareggi). La sconfitta per 4-0 al Rocchi il 20 gennaio contro la capolista Juve Stabia però, porta all'esonero di Sottili e all'arrivo di Antonio Calabro.
Il nuovo allenatore, dopo l'esordio amaro sul campo della Reggina (3-1), archivia quattro successi consecutivi oltre al passaggio agli ottavi di finale di Coppa Italia Serie C superando la Ternana. Il cammino in campionato prosegue tra alti e bassi mentre in coppa i gialloblù raggiungono la finale contro il Monza dopo aver eliminato nell'ordine Teramo, Pisa e Trapani. L'andata dell'ultimo atto della Coppa Italia Serie C giocato in trasferta allo Stadio Brianteo vede i biancorossi di casa prevalere per 2-1, questo risultato costa l'esonero a Calabro. Al suo posto viene chiamato Pino Rigoli con l'unico obiettivo di conquistare la coppa, accantonando il campionato che vedrà la squadra chiudere fuori dalla zona play-off. Il ritorno al Rocchi regala la conquista del trofeo per la prima volta nella sua storia alla Viterbese grazie al gol nel recupero di Atanasov, che ammette i gialloblù direttamente alla fase nazionale dei play-off. Il percorso della post-season però si interrompe subito a seguito della doppia sconfitta patita con l'Arezzo.

## Divise e sponsor
Lo sponsor tecnico per la stagione 2018-19 è Legea, mentre lo sponsor ufficiale è ILCO.
| Casa | Trasferta | Terza divisa |

## Organigramma societario
Area direttiva
- Presidente: Vincenzo Camilli

Area tecnica
Giovanni Lopez, da novembre Stefano Sottili, da gennaio Antonio Calabro, da maggio Alberto Villa, da maggio Pino Rigoli
- Match Analyst: da gennaio Carmine Alessandria
- Preparatore atletico: Simone Arceci
- Preparatore dei portieri: Paolo Gobattoni

Area sanitaria
- Fisioterapista: Francesco Filosomi

## Rosa
| N. |                     | Ruolo | Calciatore                      |
| -- | ------------------- | ----- | ------------------------------- |
| 1  | Italia (bandiera)   | P     | Cesare Micheli                  |
| 1  | Senegal (bandiera)  | P     | Demba Thiam                     |
| 2  | Italia (bandiera)   | D     | Francesco De Giorgi             |
| 3  | Bulgaria (bandiera) | D     | Živko Atanasov                  |
| 4  | Italia (bandiera)   | C     | Diego Cenciarelli               |
| 5  | Italia (bandiera)   | D     | Michele Rinaldi (vice capitano) |
| 6  | Italia (bandiera)   | D     | Matteo Perri                    |
| 6  | Italia (bandiera)   | D     | Andrea Coda                     |
| 7  | Ghana (bandiera)    | A     | Ngissah Bismark                 |
| 8  | Italia (bandiera)   | C     | Andrea Bovo                     |
| 8  | Italia (bandiera)   | D     | Luca Sparandeo                  |
| 9  | Italia (bandiera)   | A     | Andrea Saraniti                 |
| 10 | Italia (bandiera)   | C     | Simone Palermo                  |
| 11 | Belgio (bandiera)   | A     | Jari Vandeputte                 |
| 12 | Italia (bandiera)   | P     | Maurizio Schaeper               |
| 13 | Italia (bandiera)   | D     | Alessio Milillo                 |
| 14 | Italia (bandiera)   | C     | Luca Baldassin                  |
| 15 | Italia (bandiera)   | D     | Michele Messina                 |

| N. |                     | Ruolo | Calciatore              |
| -- | ------------------- | ----- | ----------------------- |
| 15 | Italia (bandiera)   | C     | Fausto Coppola          |
| 17 | Italia (bandiera)   | A     | Alessio Zerbin          |
| 18 | Italia (bandiera)   | A     | Alessandro Polidori     |
| 19 | Italia (bandiera)   | C     | Paolo Valagussa         |
| 19 | Italia (bandiera)   | D     | Daniele Mignanelli      |
| 20 | Italia (bandiera)   | A     | Mario Pacilli           |
| 21 | Italia (bandiera)   | C     | Umberto Otranto         |
| 21 | Italia (bandiera)   | A     | Davide Luppi            |
| 22 | Italia (bandiera)   | P     | Francesco Forte         |
| 23 | Italia (bandiera)   | D     | Simone Sini (capitano)  |
| 24 | Italia (bandiera)   | C     | Filippo Artioli         |
| 25 | Italia (bandiera)   | A     | Salvatore Molinaro      |
| 27 | Italia (bandiera)   | D     | Andrea De Vito          |
| 28 | Italia (bandiera)   | A     | Sebastiano Svidercoschi |
| 30 | Italia (bandiera)   | C     | Samuele Damiani         |
| 32 | Italia (bandiera)   | A     | Fabrizio Roberti        |
| 32 | Bulgaria (bandiera) | C     | Radoslav Conev          |
| 33 | Italia (bandiera)   | P     | Alex Valentini          |

## Calciomercato

### Sessione estiva(dal 1/7 al 25/8)
| Acquisti | Acquisti                | Acquisti     | Acquisti                                     |
| R.       | Nome                    | da           | Modalità                                     |
| -------- | ----------------------- | ------------ | -------------------------------------------- |
| P        | Francesco Forte         | Casertana    | definitivo                                   |
| D        | Francesco De Giorgi     | Catanzaro    | definitivo                                   |
| D        | Michele Messina         | Pro Piacenza | definitivo                                   |
| D        | Matteo Perri            | Ascoli       | prestito                                     |
| D        | Alessio Milillo         | Teramo       | definitivo                                   |
| C        | Paolo Valagussa         | Gubbio       | definitivo                                   |
| C        | Filippo Artioli         | SPAL         | prestito                                     |
| C        | Samuele Damiani         | Empoli       | prestito                                     |
| C        | Umberto Otranto         | Napoli       | prestito                                     |
| C        | Alessio Zerbin          | Napoli       | prestito                                     |
| C        | Simone Palermo          | Ravenna      | definitivo                                   |
| C        | Andrea Bovo             |              | svincolato                                   |
| A        | Fabrizio Roberti        | Ostia Mare   | definitivo                                   |
| A        | Sebastiano Svidercoschi | Lupa Roma    | definitivo                                   |
| A        | Alessandro Polidori     | Pro Vercelli | prestito                                     |
| A        | Salvatore Molinaro      |              | svincolato                                   |
| A        | Andrea Saraniti         | Lecce        | prestito con obbligo e/o diritto di riscatto |
| A        | Mario Pacilli           | Lecce        | definitivo                                   |

| Cessioni | Cessioni           | Cessioni       | Cessioni      |
| R.       | Nome               | a              | Modalità      |
| -------- | ------------------ | -------------- | ------------- |
| P        | Antony Iannarilli  | Ternana        | definitivo    |
| P        | Roberto Pini       | Arzachena      | prestito      |
| D        | Daniele Celiento   | Pescara        | definitivo    |
| D        | Ansoumana Sanè     | Chievo         | fine prestito |
| D        | Federico Pacciardi | AlbinoLeffe    | definitivo    |
| D        | Riccardo Pandolfi  | Arzachena      | definitivo    |
| D        | Mickael Varutti    | Arezzo         | definitivo    |
| C        | Federico Zenuni    | Torino         | fine prestito |
| C        | Gianluca Musacci   | Paganese       | definitivo    |
| C        | Alessio Benedetti  | Gubbio         | definitivo    |
| C        | Luca Checchin      | Verona         | fine prestito |
| A        | Elio Calderini     | Sambenedettese | definitivo    |
| A        | Kevin Méndez       | Roma           | fine prestito |
| A        | Jefferson          | Monza          | definitivo    |

### Sessione invernale(dal 3/1 al 31/1)
| Acquisti | Acquisti           | Acquisti    | Acquisti   |
| R.       | Nome               | da          | Modalità   |
| -------- | ------------------ | ----------- | ---------- |
| P        | Demba Thiam        | SPAL        | prestito   |
| P        | Alex Valentini     | Triestina   | prestito   |
| D        | Daniele Mignanelli | Ascoli      | definitivo |
| D        | Andrea Coda        | svincolato  | definitivo |
| D        | Luca Sparandeo     | Benevento   | prestito   |
| C        | Radoslav Conev     | Lecce       | prestito   |
| C        | Fausto Coppola     | AlbinoLeffe | definitivo |
| A        | Davide Luppi       | svincolato  | definitivo |

| Cessioni | Cessioni                | Cessioni     | Cessioni                         |
| R.       | Nome                    | a            | Modalità                         |
| -------- | ----------------------- | ------------ | -------------------------------- |
| D        | Matteo Perri            | Ascoli       | fine prestito                    |
| D        | Michele Messina         | Triestina    | prestito con diritto di riscatto |
| D        | Andrea De Vito          | Rieti        | definitivo                       |
| C        | Umberto Otranto         | Napoli       | fine prestito                    |
| C        | Andrea Bovo             | L.R. Vicenza | definitivo                       |
| A        | Fabrizio Roberti        | Taranto      | definitivo                       |
| A        | Sebastiano Svidercoschi | Rieti        | definitivo                       |
| A        | Andrea Saraniti         | Lecce        | fine prestito                    |

## Risultati

### Serie C

#### Girone di andata
| Arbitro: | Colombo (Como) |

|               |           |                           |
| Baldassin 54’ | Marcatori | 51’ Aquilanti 62’ Gammone |

| Arbitro: | Gariglio (Pinerolo) |

|                                              |           |  |
| Paponi 45’ (rig.), 62’ L. Viola 77’ Calò 88’ | Marcatori |  |

| Arbitro: | Cudini (Fermo) |

|                |           |              |
| Vandeputte 34’ | Marcatori | 81’ A. Viola |

| Arbitro: | Ricci (Firenze) |

|                                                    |           |  |
| Pacilli 15’, 57’ Bismark 33’ Vandeputte 78’ (rig.) | Marcatori |  |

| Arbitro: | Bitonti (Bologna) |

|              |           |  |
| Tiscione 34’ | Marcatori |  |

| Viterbo 6 marzo 2019, ore 14:30 CET 6ª giornata (recupero) | Viterbese Castrense   | 0 – 0 referto | Monopoli | Stadio Enrico Rocchi (1 000 spett.)\| Arbitro: \| Nicoletti (Catanzaro) \| |
| Arbitro:                                                   | Nicoletti (Catanzaro) |               |          |                                                                            |

| Brindisi 20 marzo 2019, ore 14:30 CET 7ª giornata (recupero) | Virtus Francavilla             | 0 – 0 referto | Viterbese Castrense | Stadio Franco Fanuzzi (500 spett.)\| Arbitro: \| Lorenzin (Castelfranco Veneto) \| |
| Arbitro:                                                     | Lorenzin (Castelfranco Veneto) |               |                     |                                                                                    |

| Arbitro: | Maggio (Lodi) |

|                    |           |                                           |
| Pacilli 24’ (rig.) | Marcatori | 20’ (rig.) Favasuli 59’ Rosafio 71’ Fella |

| Arbitro: | Paterna (Teramo) |

|  |           |           |
|  | Marcatori | 31’ Conev |

| Arbitro: | Meleleo (Casarano) |

|  |           |           |
|  | Marcatori | 35’ Gondo |

| Arbitro: | Rutella (Enna) |

|              |           |  |
| Plasmati 56’ | Marcatori |  |

| Viterbo 17 novembre 2018, ore 18:30 CET 12ª giornata | Viterbese Castrense | 0 – 0 referto | Casertana | Stadio Enrico Rocchi (1 200 spett.)\| Arbitro: \| De Santis (Lecce) \| |
| Arbitro:                                             | De Santis (Lecce)   |               |           |                                                                        |

| Arbitro: | Di Graci (Como) |

|             |           |  |
| Taurino 60’ | Marcatori |  |

| Arbitro: | Amabile (Vicenza) |

|                  |           |                 |
| Polidori 7’, 42’ | Marcatori | 78’, 86’ Evacuo |

| 9 dicembre 2018 15ª giornata |  | – Turno di riposo Viterbese |  |  |

| Arbitro: | Meleleo (Casarano) |

|                               |           |  |
| Bianchimano 31’ Signorini 49’ | Marcatori |  |

| Arbitro: | Sozza (Seregno) |

|               |           |  |
| Baldassin 56’ | Marcatori |  |

| Arbitro: | Angelucci (Foligno) |

|             |           |                    |
| Rossini 74’ | Marcatori | 52’ (rig.) Pacilli |

| Arbitro: | Pasciuta (Agrigento) |

|                          |           |               |
| Saraniti 55’ Bismark 75’ | Marcatori | 65’ Cesaretti |

#### Girone di ritorno
| Arbitro: | Cascone (Nocera Inferiore) |

|  |           |                                 |
|  | Marcatori | 55’ (rig.) Pacilli 78’ Polidori |

| Arbitro: | Cipriani (Empoli) |

|  |           |                                                    |
|  | Marcatori | 11’ (rig.) Carlini 66’, 71’ El Ouazni 82’ L. Viola |

| Arbitro: | Fontani (Siena) |

|                                      |           |                |
| T. Tulissi 14’ Doumbia 27’ Tassi 90’ | Marcatori | 51’ Mignanelli |

| Arbitro: | Vigile (Cosenza) |

|  |           |              |
|  | Marcatori | 81’ Atanasov |

| Arbitro: | Guida (Salerno) |

|                       |           |  |
| Conev 40’ Luppi 90+1’ | Marcatori |  |

| Arbitro: | De Angeli (Abbiategrasso) |

|  |           |                                 |
|  | Marcatori | 17’ (rig.) Polidori 40’ Rinaldi |

| Arbitro: | Di Cairano (Ariano Irpino) |

|             |           |  |
| Bismark 34’ | Marcatori |  |

| Arbitro: | Donda (Cormons) |

|           |           |           |
| Fella 19’ | Marcatori | 82’ Luppi |

| Arbitro: | Camplone (Pescara) |

|                           |           |  |
| Polidori 4’, 45+1’ (rig.) | Marcatori |  |

| Arbitro: | Carella (Bari) |

|               |           |  |
| A. Marchi 18’ | Marcatori |  |

| 10 marzo 2019 30ª giornata | Viterbese Castrense | 3 – 0 (3-0) assegnato a tavolino per l'esclusione del Matera dalla 26ª giornata. | Matera |  |

| Arbitro: | Tremolada (Monza) |

|                                        |           |                                                           |
| Meola 31’ Castaldo 53’ (rig.) Zito 62’ | Marcatori | 22’ (rig.), 34’ (rig.) Pacilli 45+1’ Conev 86’ Mignanelli |

| Arbitro: | Carrione (Castellammare di Stabia) |

|                          |           |                             |
| Polidori 47’ Bismark 72’ | Marcatori | 63’ Scaccabarozzi 85’ Obodo |

| Arbitro: | Vigile (Cosenza) |

|                       |           |  |
| Nzola 9’ Ferretti 37’ | Marcatori |  |

| 7 aprile 2019 34ª giornata |  | – Turno di riposo Viterbese |  |  |

| Arbitro: | Santoro (Messina) |

|                                  |           |                            |
| Polidori 76’ (rig.) Atanasov 90’ | Marcatori | 34’ Fischnaller 69’ D'Ursi |

| Arbitro: | De Angeli (Abbiategrasso) |

|                       |           |               |
| Emerson 35’ Ricci 72’ | Marcatori | 90+2’ Damiani |

| Arbitro: | D'Ascanio (Ancona) |

|           |           |                              |
| Zerbin 7’ | Marcatori | 4’ Leveque 15’, 47’ Borrello |

| Arbitro: | Ricci (Firenze) |

|            |           |  |
| Parigi 60’ | Marcatori |  |

### Play-off
| Arbitro: | Vigile (Cosenza) |

|                                |           |  |
| Brunori 15’, 70’ Benucci 90+2’ | Marcatori |  |

| Arbitro: | Cudini (Fermo) |

|  |           |                           |
|  | Marcatori | 55’ Belloni 66’ Pelagatti |

### Coppa Italia

#### Turni eliminatori
| Arbitro: | Cipriani (Empoli) |

|             |           |  |
| Palermo 58’ | Marcatori |  |

| Arbitro: | Massimi (Termoli) |

|  |           |                                            |
|  | Marcatori | 34’ Bismark 38’ Zerbin 71’, 84’ Vandeputte |

| Arbitro: | Aureliano (Bologna) |

|            |           |  |
| Jankto 75’ | Marcatori |  |

### Coppa Italia Serie C
| Arbitro: | Paterna (Teramo) |

|                                    |           |            |
| Polidori 84’ (rig.) Bismark 105+1’ | Marcatori | 4’ Bifulco |

| Arbitro: | Zufferli (Udine) |

|             |           |  |
| Pacilli 64’ | Marcatori |  |

| Arbitro: | Rutella (Enna) |

|                                         |           |                             |
| Polidori 42’ Atanasov 90’ Pacilli 90+1’ | Marcatori | 48’ Moscardelli 79’ Marconi |

| Arbitro: | D'Ascanio (Ancona) |

|              |           |  |
| Molinaro 87’ | Marcatori |  |

| Arbitro: | Meraviglia (Pistoia) |

|                    |           |                            |
| Costa Ferreira 35’ | Marcatori | 45’ Mignanelli 60’ Pacilli |

| Arbitro: | Camplone (Pescara) |

|                                   |           |                |
| Brighenti 31’ D'Errico 57’ (rig.) | Marcatori | 14’ Vandeputte |

| Arbitro: | Ayroldi (Molfetta) |

|                |           |  |
| Atanasov 90+2’ | Marcatori |  |

## Statistiche

### Statistiche di squadra
| Competizione         | Punti | In casa | In casa | In casa | In casa | In casa | In casa | In trasferta | In trasferta | In trasferta | In trasferta | In trasferta | In trasferta | Totale | Totale | Totale | Totale | Totale | Totale | DR |
| Competizione         | Punti | G       | V       | N       | P       | Gf      | Gs      | G            | V            | N            | P            | Gf           | Gs           | G      | V      | N      | P      | Gf     | Gs     | DR |
| -------------------- | ----- | ------- | ------- | ------- | ------- | ------- | ------- | ------------ | ------------ | ------------ | ------------ | ------------ | ------------ | ------ | ------ | ------ | ------ | ------ | ------ | -- |
| Serie C              | 45    | 18      | 7       | 6       | 5       | 25      | 21      | 18           | 5            | 3            | 10           | 14           | 23           | 36     | 12     | 9      | 15     | 39     | 44     | -5 |
| Play-off             | -     | 1       | 0       | 0       | 1       | 0       | 2       | 1            | 0            | 0            | 1            | 0            | 3            | 2      | 0      | 0      | 2      | 0      | 5      | -5 |
| Coppa Italia         | -     | 1       | 1       | 0       | 0       | 1       | 0       | 2            | 1            | 0            | 1            | 4            | 1            | 3      | 2      | 0      | 1      | 5      | 1      | +4 |
| Coppa Italia Serie C | -     | 5       | 5       | 0       | 0       | 8       | 3       | 2            | 1            | 0            | 1            | 3            | 3            | 7      | 6      | 0      | 1      | 11     | 6      | +5 |
| Totale               | 45    | 25      | 13      | 6       | 6       | 34      | 26      | 23           | 7            | 3            | 13           | 21           | 30           | 48     | 20     | 9      | 19     | 55     | 56     | -1 |

### Andamento in campionato
| Giornata  | 1  | 2  | 3  | 4  | 5  | 6  | 7 | 8 | 9 | 10 | 11 | 12 | 13 | 14 | 15 | 16 | 17 | 18 | 19 | 20 | 21 | 22 | 23 | 24 | 25 | 26 | 27 | 28 | 29 | 30 | 31 | 32 | 33 | 34 | 35 | 36 | 37 | 38 |
| --------- | -- | -- | -- | -- | -- | -- | - | - | - | -- | -- | -- | -- | -- | -- | -- | -- | -- | -- | -- | -- | -- | -- | -- | -- | -- | -- | -- | -- | -- | -- | -- | -- | -- | -- | -- | -- | -- |
| Luogo     | C  | T  | C  | C  | T  | C  | T | C | T | C  | T  | C  | T  | C  | -  | T  | C  | T  | C  | T  | C  | T  | T  | C  | T  | C  | T  | C  | T  | C  | T  | C  | T  | -  | C  | T  | C  | T  |
| Risultato | P  | P  | N  | V  | P  | N  | N | P | V | P  | P  | N  | P  | N  | -  | P  | V  | N  | V  | V  | P  | P  | V  | V  | V  | V  | N  | V  | P  | V  | V  | N  | P  | -  | N  | P  | P  | P  |
| Posizione | 18 | 18 | 15 | 17 | 14 | 12 | 7 | 9 | 6 | 18 | 18 | 18 | 19 | 19 | 18 | 12 | 17 | 17 | 17 | 15 | 16 | 16 | 14 | 14 | 13 | 13 | 14 | 11 | 12 | 10 | 10 | 7  | 9  | 7  | 9  | 11 | 12 | 12 |

Legenda:

Luogo: C = Casa; T = Trasferta. Risultato: V = Vittoria; N = Pareggio; P = Sconfitta.
- = Turno di riposo.

### Statistiche dei giocatori
Sono in corsivo i calciatori che hanno lasciato la società a stagione in corso.
| Giocatore       | Serie C + play-off | Serie C + play-off | Serie C + play-off | Serie C + play-off | Coppa Italia | Coppa Italia | Coppa Italia | Coppa Italia | Coppa Italia Serie C | Coppa Italia Serie C | Coppa Italia Serie C | Coppa Italia Serie C | Totale   | Totale | Totale      | Totale     |
| Giocatore       | Presenze           | Reti               | Ammonizioni        | Espulsioni         | Presenze     | Reti         | Ammonizioni  | Espulsioni   | Presenze             | Reti                 | Ammonizioni          | Espulsioni           | Presenze | Reti   | Ammonizioni | Espulsioni |
| --------------- | ------------------ | ------------------ | ------------------ | ------------------ | ------------ | ------------ | ------------ | ------------ | -------------------- | -------------------- | -------------------- | -------------------- | -------- | ------ | ----------- | ---------- |
| F. Artioli      | 6+1                | 0                  | 2                  | 0                  | 1            | 0            | 0            | 0            | 2                    | 0                    | 0                    | 0                    | 10       | 0      | 2           | 0          |
| Ž. Atanasov     | 27+2               | 2                  | 6                  | 0                  | 2            | 0            | 0            | 0            | 7                    | 2                    | 0                    | 0                    | 38       | 4      | 6           | 0          |
| L. Baldassin    | 23                 | 2                  | 3                  | 0                  | -            | -            | -            | -            | 2                    | 0                    | 2                    | 0                    | 25       | 2      | 5           | 0          |
| L. Bertollini   | 1                  | -0                 | 0                  | 0                  | -            | -            | -            | -            | -                    | -                    | -                    | -                    | 1        | -0     | 0           | 0          |
| N. Bismark      | 31+2               | 4                  | 5                  | 0                  | 3            | 1            | 1            | 0            | 6                    | 1                    | 2                    | 1                    | 42       | 6      | 8           | 1          |
| A. Bovo         | 7                  | 0                  | 1                  | 0                  | -            | -            | -            | -            | -                    | -                    | -                    | -                    | 7        | 0      | 1           | 0          |
| G. Canestrelli  | 2                  | 0                  | 0                  | 0                  | -            | -            | -            | -            | -                    | -                    | -                    | -                    | 2        | 0      | 0           | 0          |
| M. Capparella   | 2                  | 0                  | 0                  | 0                  | -            | -            | -            | -            | -                    | -                    | -                    | -                    | 2        | 0      | 0           | 0          |
| D. Cenciarelli  | 23+2               | 0                  | 3                  | 0                  | 3            | 0            | 0            | 0            | 6                    | 0                    | 0                    | 0                    | 34       | 0      | 3           | 0          |
| A. Coda         | 13+1               | 0                  | 3+1                | 2                  | -            | -            | -            | -            | 5                    | 0                    | 1                    | 0                    | 19       | 0      | 5           | 2          |
| R. Conev        | 18+2               | 3                  | 2                  | 1                  | -            | -            | -            | -            | 6                    | 0                    | 1                    | 0                    | 26       | 3      | 3           | 1          |
| F. Coppola      | 5                  | 0                  | 1                  | 0                  | -            | -            | -            | -            | 2                    | 0                    | 0                    | 0                    | 7        | 0      | 1           | 0          |
| S. Damiani      | 27+2               | 1                  | 2+1                | 1                  | 3            | 0            | 0            | 0            | 5                    | 0                    | 0                    | 0                    | 37       | 1      | 3           | 1          |
| F. De Giorgi    | 27+1               | 0                  | 6                  | 1                  | 3            | 0            | 0            | 0            | 6                    | 0                    | 1                    | 0                    | 37       | 0      | 7           | 1          |
| A. De Vito      | 15                 | 0                  | 4                  | 0                  | 3            | 0            | 0            | 0            | 0                    | 0                    | 0                    | 0                    | 18       | 0      | 4           | 0          |
| Del Prete       | 2                  | 0                  | 0                  | 0                  | -            | -            | -            | -            | -                    | -                    | -                    | -                    | 2        | 0      | 0           | 0          |
| F. Forte        | 19                 | -26                | 4                  | 0                  | 3            | -1           | 0            | 0            | 0                    | 0                    | 0                    | 0                    | 22       | -27    | 4           | 0          |
| Franco          | 1                  | 0                  | 0                  | 0                  | -            | -            | -            | -            | -                    | -                    | -                    | -                    | 1        | 0      | 0           | 0          |
| D. Luppi        | 13+2               | 2                  | 0                  | 0                  | -            | -            | -            | -            | 3                    | 0                    | 0                    | 0                    | 18       | 2      | 0           | 0          |
| E. Menghi       | 2                  | 0                  | 0                  | 0                  | -            | -            | -            | -            | -                    | -                    | -                    | -                    | 2        | 0      | 0           | 0          |
| M. Menghi       | 1                  | 0                  | 0                  | 0                  | -            | -            | -            | -            | -                    | -                    | -                    | -                    | 1        | 0      | 0           | 0          |
| M. Messina      | 6                  | 0                  | 0                  | 0                  | 2            | 0            | 0            | 0            | -                    | -                    | -                    | -                    | 8        | 0      | 0           | 0          |
| C. Micheli      | 0                  | -0                 | 0                  | 0                  | 0            | -0           | 0            | 0            | -                    | -                    | -                    | -                    | 0        | -0     | 0           | 0          |
| D. Mignanelli   | 17+2               | 2                  | 6+1                | 0+1                | -            | -            | -            | -            | 7                    | 1                    | 2                    | 0                    | 26       | 3      | 9           | 1          |
| A. Milillo      | 5                  | 0                  | 1                  | 0                  | 1            | 0            | 0            | 0            | 0                    | 0                    | 0                    | 0                    | 6        | 0      | 1           | 0          |
| S. Molinaro     | 15+1               | 0                  | 0+1                | 0                  | -            | -            | -            | -            | 5                    | 1                    | 1                    | 0                    | 21       | 1      | 2           | 0          |
| U. Otranto      | 0                  | 0                  | 0                  | 0                  | 0            | 0            | 0            | 0            | -                    | -                    | -                    | -                    | 0        | 0      | 0           | 0          |
| M. Pacilli      | 22+2               | 7                  | 6+1                | 0                  | -            | -            | -            | -            | 6                    | 3                    | 2                    | 0                    | 30       | 10     | 9           | 0          |
| S. Palermo      | 27+2               | 0                  | 9                  | 0                  | 3            | 1            | 0            | 0            | 6                    | 0                    | 1                    | 0                    | 38       | 1      | 10          | 0          |
| M. Perri        | 2                  | 0                  | 0                  | 0                  | 1            | 0            | 0            | 0            | -                    | -                    | -                    | -                    | 3        | 0      | 0           | 0          |
| A. Polidori     | 26+2               | 8                  | 2                  | 0                  | 1            | 0            | 0            | 0            | 6                    | 2                    | 0                    | 0                    | 35       | 10     | 2           | 0          |
| L. Ricci        | 2                  | 0                  | 0                  | 0                  | -            | -            | -            | -            | -                    | -                    | -                    | -                    | 2        | 0      | 0           | 0          |
| M. Rinaldi      | 28+2               | 1                  | 5                  | 1                  | 3            | 0            | 0            | 0            | 7                    | 0                    | 0                    | 0                    | 40       | 1      | 5           | 1          |
| F. Roberti      | 4                  | 0                  | 0                  | 0                  | 2            | 0            | 0            | 0            | -                    | -                    | -                    | -                    | 6        | 0      | 0           | 0          |
| A. Saraniti     | 13                 | 1                  | 1                  | 0                  | -            | -            | -            | -            | -                    | -                    | -                    | -                    | 13       | 1      | 1           | 0          |
| S. Sini         | 24+2               | 0                  | 9                  | 0                  | 0            | 0            | 0            | 0            | 5                    | 0                    | 1                    | 0                    | 31       | 0      | 10          | 0          |
| L. Sparandeo    | 9                  | 0                  | 1                  | 0                  | -            | -            | -            | -            | 1                    | 0                    | 0                    | 0                    | 10       | 0      | 1           | 0          |
| S. Svidercoschi | 1                  | 0                  | 0                  | 0                  | 0            | 0            | 0            | 0            | -                    | -                    | -                    | -                    | 1        | 0      | 0           | 0          |
| D. Thiam        | 2                  | -0                 | 0                  | 0                  | -            | -            | -            | -            | 2                    | -2                   | 0                    | 0                    | 4        | -2     | 0           | 0          |
| P. Valagussa    | -                  | -                  | -                  | -                  | 2            | 0            | 0            | 0            | -                    | -                    | -                    | -                    | 2        | 0      | 0           | 0          |
| A. Valentini    | 15+2               | -18+-5             | 0                  | 0                  | -            | -            | -            | -            | 6                    | -4                   | 0                    | 0                    | 23       | -27    | 0           | 0          |
| J. Vandeputte   | 27+2               | 2                  | 5                  | 0                  | 3            | 2            | 1            | 0            | 7                    | 1                    | 0                    | 0                    | 39       | 5      | 6           | 0          |
| F. Vari         | 2                  | 0                  | 0                  | 0                  | -            | -            | -            | -            | -                    | -                    | -                    | -                    | 2        | 0      | 0           | 0          |
| A. Zerbin       | 22                 | 1                  | 0                  | 0                  | 3            | 1            | 1            | 0            | 4                    | 0                    | 1                    | 0                    | 29       | 2      | 2           | 0          |